# Анкер, Альфонс
Альфонс Анкер (нем. Alfons Anker; 1872, Берлин, Германия — 14 декабря 1958, Стокгольм, Швеция) — немецкий архитектор.

## Биография
Родился в еврейской семье. Практиковал в Берлине, вначале самостоятельно, а затем — в партнёрстве с братьями Лукхард. Их успешная практика оборвалась в 1933, когда его партнёры вступили в нацистскую партию. В 1939 ему удалось бежать в Швецию, но там он не смог продолжить архитектурную карьеру.

## Избранные проекты и постройки
- Террасная жилая застройка (Terraced housing at Schorlemerallee; experimental settlement), Берлин (Berlin-Zehlendorf), 1925—1930.
- Конторское здание (Offices at Tauentzienstraße, Stadtküche Kraft), Берлин, 1925. Разрушено во время войны.
- Здание Крайслера (Chrysler-Haus), Берлин, 1927. Разрушено, 1961.
- Конторское здание (Office at Hirsch), Берлин, 1926—1927.
- Здание «Бухтал» (нем. Buchthal), Берлин (Berlin-Charlottenburg), 1928.
- Здание «Телшов» (нем. Telschow), Берлин (англ. Berlin-Tiergarten), 1928—1929. Разрушено во время войны.
- Загородный дом Клуге[нем.] (вилла Лукхардтов), Берлин (Berlin-Charlottenburg), 1929.
- Здания в Рупенхорн (нем. Houses Am Rupenhorn), Берлин, (1919—1932).